# 상속자 (1965년 영화)
"상속자"는 한국에서 제작된 김수용 감독의 1965년 영화이다. 김승호 등이 주연으로 출연하였고 신상옥 등이 제작에 참여하였다.

## 출연

### 주연
- 김승호
- 강신성일
- 엄앵란

## 기타
- 조명: 손영철
- 미술: 박석인